# Muggletonianer
Die Muggletonianer, benannt nach Lodowicke Muggleton († 1694), waren eine kleine protestantische Gruppe im England des 17. und 18. Jahrhunderts. Sie gehörten zu den nonkonformistischen Dissentern, die während des  englischen Interregnums 1649 bis 1660 auftraten.

## Geschichte
Die Bewegung wurde 1652 durch die Visionen des Schneiders John Reeve, und seines Cousins Lodowicke Muggleton ausgelöst, den seine Anhängerschaft als die Stimme des  „Letzten Propheten Gottes“ ansah. Muggelton und Reeves erklärten sich zu den „zwei Zeugen“ aus der Offenbarung des Johannes (Offb 11,3 ). Eine zusammenfassende Darstellung ihrer Lehre wurde 1656 unter dem Titel:  The Divine Looking-Glass or the Third and Last Testament veröffentlicht.
Nach Reeves Tod 1658 hatte Muggleton einen kurzen Kampf um die Kontrolle in der Gruppe mit Laurence Clarkson, einem früheren Ranter zu bestehen.
Die Muggletonianer erwarteten die Wiederkunft des Messias und waren Anhänger des Millenarismus. Sie glaubten unter anderem, dass die Seele sterblich sei und  dass keine formellen religiösen Zeremonien notwendig sind. Einige Wissenschaftler sehen Einflüsse der Lehre der Muggletonianer im Werk des Malers und Dichters William Blake.
Die Gruppe überlebte bis in das 20. Jahrhundert. Einer der letzten Muggletonianer, Philipp Noakes, starb 1979 in Matfield, Grafschaft Kent. Doch gibt es anekdotische Hinweise, dass noch im Jahr 2000 eine Muggletonianerin beerdigt wurde. Das englische Archiv der Gruppe, welche Philipp Noakes verwaltete, wurden der British Library übergeben. Das Archiv der amerikanischen Muggletonianer (im US-Bundesstaat New York) existierte noch 1936, ist aber verschollen.